# Pietrelcina
Pietrelcina là một đô thị ở tỉnh Benevento, trong vùng Campania của Italia. Đây là nơi sinh của Pio of Pietrelcina (Padre Pio).
Đô thị này giáp với: Benevento, Paduli, Pago Veiano và Pesco Sannita.